# William Jamieson
Pour les articles homonymes, voir Jamieson.
William Jamieson, né le 18 août 1852 à Aberdeen et mort à Saint-Kilda (Victoria) le 8 mai 1926, est un arpenteur et homme d'affaires britannique.

## Biographie
Il officie dès 1869 dans les stations de Thurgoona et de Grange dans le district du Lachlan et devient arpenteur (surveyor) du district de Bourke en 1883. Directeur et fondateur de la Broken Hill proprietery Block 10 Co à Broken Hill et de la Blythe River Iron Co en Tasmanie, il a aussi été un important exploitant de bétail.
Il est inhumé au Brighton General Cemetery (en) de Brighton.